# 3D Knockout
3D Knockout is een videospel dat in 1985 werd ontwikkeld door Alligata voor de MSX-computer en de ZX Spectrum. Het boksspel wordt schuin van bovenaf gezien. Het spel kan met een of met twee spelers tegelijkertijd gespeeld worden.